# ایرفاکس
اِیرفاکس (به انگلیسی: AirFox) یک بازی ویدئویی اکشن، ساخته‌ی تانگو گیمز و نیموگیمز، که در سال ۲۰۰۹ برای آیفون و آی‌پد منتشر شده‌است. در این بازی، که شبیه بازی هواپیمای آتاری است، بازیکنان با یک هواپیمای پیکسلی به وسیله‌ی شلیک کردن به دشمنان و پیمودنِ راه تعیین شده، با هدف اینکه امتیاز بیشتری کسب کنند، نقشه‌های بازی را پشت سر می‌گذارند. این بازی در سال ۲۰۱۱ در اَپ استور کشورهای کویت و عربستان رتبه بهترین بازی را گرفته است.

## توضیحات بازی در اَپ‌استور
یک بازی خوب، همیشه یک بازی پر از جزئیات با موجودات سه بعدی که از تکنولوژی فضایی استفاده می‌کنند نیست.
به اعتقاد ما ساده بودن در هر چیز، بهترین است. همانطور که سادگی بازیهای دوران گذشته به ما شوق و آرامش می‌دادند.
ما به ده‌ی ۸۰ میلادی می‌رویم، به دورانی که بازی‌ها روی کارتیریج بودند.
در اِیرفاکس خاطرات دوران کودکی را برایتان زنده می‌کنیم، شما را به جنگ‌های سازمان‌یافته می‌فرستیم که در آنها شما هدایت یک هواپیما‌ی جنگی را بعهده دارید تا مدافع سرزمین خود باشید. 